# Dendropsophus subocularis
Dendropsophus subocularis là một loài ếch thuộc họ Nhái bén.
Loài này có ở Colombia và Panama.
Môi trường sống tự nhiên của chúng là rừng ẩm vùng đất thấp nhiệt đới hoặc cận nhiệt đới, đầm nước ngọt, đầm nước ngọt có nước theo mùa, vườn nông thôn, rừng thoái hóa nghiêm trọng, và ao.
Chúng hiện đang bị đe dọa vì mất môi trường sống.